# Časně slovanské období
Časně slovanské období (v původní periodizaci Jana Eisnera z roku 1933 Doba předhradištní) je v české a méně častěji i moravské archeologii označováno období mezi druhou polovinou (někdy také poslední třetinou či závěrem) 6. století a koncem 7. století. Na počátku tohoto období na území Čech přišli první Slované (kultura s keramikou pražského typu), konec je archeologicky vymezen méně výrazně – dříve se na konci 7. století uvažovalo o vzniku prvních hradišť, dnes někteří archeologové spíš zdůrazňují nástup zdobené a obtáčené keramiky a v některých oblastech Česka i mohylový pohřební ritus.

## Příchod Slovanů
O době příchodu Slovanů dlouho na území Česka existovaly pochybnosti, protože se přímé písemné zprávy nedochovaly a archeologické nálezy nebylo možné s dostatečnou přesností absolutně chronologicky zařadit, resp. jich byl nedostatek. Existovaly tedy snahy posunout slovanské osídlení co nejdále do minulosti (resp. ještě i v polovině 20. století prosadit hypotézu o autochtonnosti slovanského obyvatelstva). Čeští archeologové (například Jiří Zeman v sedmdesátých letech 20. století) a historikové (Dušan Třeštík) se donedávna přikláněli k době v první polovině 6. století, kdy mělo dojít ke snížení intenzity germánského osídlení a předpokládal se odchod většiny germánského obyvatelstva (především Langobardů a také Durynků) včetně elit. Mezi archeology je převážně přijímán spíše pozdější příchod slovanského obyvatelstva někdy v druhé polovině 6. století (nebo dokonce v poslední třetině), existují doklady přítomnosti langobardské elity ještě ve druhé polovině 6. století (nálezy například na pohřebišti v Hodoníně-Lužicích nebo ve Zbuzanech, Světci atd.).
Opuštěna byla také v podstatě ještě obrozenecká představa, že se jednalo o příchod a postupné usazování mírumilovných zemědělců. Na základě srovnání s písemnými prameny, které popisují slovanské nájezdy na Balkán v té době, se spíše uvažuje o vojensky organizované invazi. Nezodpovězenou otázkou potom ale zůstává, kam se poděla veškerá početná kovová výzbroj nutná k takové hypotetické invazi. Na území ČR a SR na sídlištích a v hrobové výbavě zcela chybí.

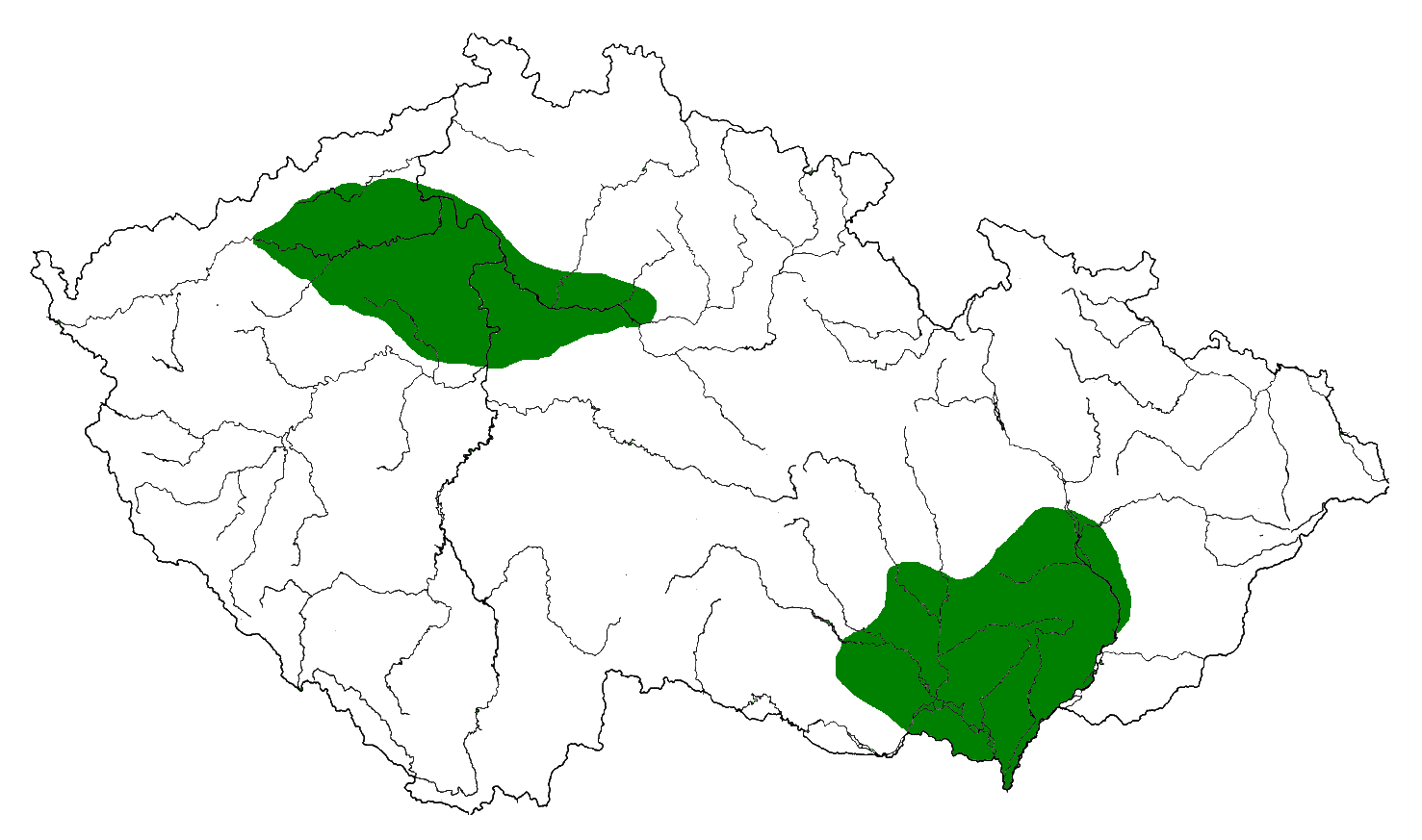
Území s nálezy keramiky pražského typu v Čechách a na Moravě

V Čechách Slované osídlili především Poděbradsko, Kolínsko, střední Polabí, Pražskou kotlinu, Poohří a Podkrušnohoří, na Moravě dolní a střední Pomoraví, dolní Podyjí, Brněnsko, Znojemsko a Olomoucko.

### Druhá vlna osídlovacího procesu
Někdy v první polovině 7. století se uvažuje o druhé vlně (mezi archeology Jiří Zeman, Josef Bubeník, Eduard Droberjar, mezi historiky Dušan Třeštík). Tito Slované snad přicházeli ze středního Podunají. Jako doklad Droberjar uvádí nálezy paprskovitých spon s maskou na nožce (podobné nálezy pocházejí i z Ukrajiny a v rumunském a maďarském Podunají), za další důkazy bývá považována zdobená a obtáčená keramika či mohylový ritus v některých oblastech ČR. Tato hypotéza není přijímána bezvýhradně, negativně se vůči ní vymezuje například Michal Lutovský, podle kterého není diskontinuita v podobě nových migrací v archeologickém materiálu dostatečně průkazná.

### Soužití Slovanů s germánským obyvatelstvem
Otázka soužití Slovanů a v Čechách usídlených Germánů se řešila již v 19. století a to na pozadí nacionalistických sporů mezi českým a německým národem v rakouské monarchii, respektive Rakousku-Uhersku. I ve 20. století se hledaly důkazy o soužití těchto dvou etnik a domněle byly identifikovány na nálezech například v Praze-Bubenči, resp. Praze-Běchovicích. Při revizi těchto nálezů se většinou zjistilo, že se jednalo o průniky do historicky mladších objektů. Není prokázána ani existence smíšené keramiky (tj. langobardsko-slovanského původu). Stejně tak se neprokázala současnost obou etnik na lokalitě Březno u Loun.

## Sídliště
Osady nejstarších Slovanů na českém území se obvykle rozkládaly v nížinných polohách v blízkosti vodních toků a zahrnovaly jen několik polozemnic. Počet obyvatel osad se mohl pohybovat mezi třiceti až čtyřiceti jedinci. Archeologicky prozkoumanými příklady mohou být Březno u Loun, Mutěnice (okres Hodonín), Břeclav-Pohansko. Jednoprostorové polozemnice byly obvykle čtvercového nebo mírně obdélného půdorysu o rozměrech 8–12 m², výjimečně až 20 m². Uvnitř v severozápadním rohu stála pec z neopracovaného lomového kamene, někdy v blízkosti pece byla do dna zahloubená nádoba. Střecha byla obvykle sedlová, krytá rákosovými nebo slaměnými došky. Podrobnější vybavení polozemnic není známo. Někdy se ve stěnách vyskytovaly hliněné pece, pravděpodobně chlebové.

### Hradiště
Většina slovanských osad se rozkládala v nížinných polohách, přesto existují doklady také o přítomnosti na výšinných a strategických polohách. Tyto nálezy hrají důležitou roli v diskuzi o existenci, respektive neexistenci hradišť na území ČR v 7., resp. i 8. století (a z toho i informace o sociálním uspořádání časně slovanské společnosti). Jako důležitá se jeví informace, že na všech těchto výšinných lokalitách vznikla v 9.–10. století slovanská hradiště.
Z písemných pramenů je známá bitva u Wogastisburgu. Dlouho bylo těžké vysvětlit absenci opevněných poloh až do 9. století (resp. 2. poloviny 8. století). Je možné, že již v časně slovanském období nějaké lehčí fortifikace na těchto místech existovaly a byly zničeny během přestaveb v 9.–10. století či později nebo tato místa sloužila jako strážiště.

### Nálezy na sídlištích
Vedle keramiky (jen výjimečně v celku) se nachází žernovy nebo licí pánvičky s tulejkou. Dále bylo na sídlištích (ale i v hrobech) možné najít keramické i kamenné přesleny.

### Roztoky u Prahy
Výjimku mezi malými raně slovanskými osadami tvoří lokalita Roztoky u Prahy, kde bylo v devadesátých letech 20. století prozkoumáno 128 zahloubených chat. Sídliště vzniklo na strategicky výhodném místě, kde se zužuje vltavské údolí a pravděpodobně existoval i brod. Osídlení ze stejné doby je doloženo i na protějším břehu v poloze Na Zámkách v Praze-Bohnicích. Pravděpodobně se odtud kontrolovala vodní cesta a předpokládaný brod.

## Pohřebiště
Slované své mrtvé spalovali a poté ukládali do uren (žárový ritus). Velmi zřídka se najdou i žárové pohřby v jamkách. Hmotných nálezů (milodarů) není mnoho, většinou se jedná o spony, skleněné korálky, hřebeny nebo železné nože. Pohřebišť se na území Čech našlo z této doby poměrně málo a většinou se jedná o jednotlivé hroby, což vede některé archeology k názoru, že musel existovat alternativní ritus archeologicky dnes nezachytitelný. Někdy se ještě uvažuje, vzhledem k poměrně chudé výbavě dochovaných pohřbů, takto chybí především pohřby elit. Na Moravě byla objevena velká pohřebiště v Přítlukách (přes 430 hrobů), v Břeclavi-Pohansku (55 hrobů) nebo ve Velaticích.

## Keramika
Keramiku tohoto období poprvé v roce 1940 analyzoval a výsledky publikoval archeolog Ivan Borkovský a to na základě nálezů ve sbírce J. A. Jíry, který tyto nálezy rozlišil jako veleslavínský typ.
Typickým je uniformní v ruce vyrobený vázovitý hrnec s výdutí v horní části těla, okraj bývá nevýrazný. Zpočátku je keramika nezdobená, během 7. století se objevuje výzdoba v podobě vlnovek a keramika je obtáčená. Vedle toho se někdy najde pekáč (hliněná pražnice, která sloužila k sušení obilí), objevují se i mísovité tvary.

## Politické dějiny
Jediné přímé písemné zprávy, které o českém území v tomto období pocházejí, jsou zmínky o Sámově říši ve Fredegarově kronice.

### Obecné práce
- BLÁHOVÁ, Marie; FROLÍK, Jan; PROFANTOVÁ, Naďa. Velké dějiny zemí Koruny české I. Do roku 1197. Praha ; Litomyšl: Paseka, 1999. 800 s. ISBN 80-7185-265-1.
- Bubeník, Josef 1988: K časně slovanským nalezištím v exponovaných polohách na území Čech. Památky archeologické 79, 183-198.
- Bubeník, Josef 1994: K problémům periodizace a chronologie staršího úseku vývoje raně středověké hmotné kultury v Čechách. Archeologické rozhledy 45, 51-71.
- Droberjar, Eduard 2005: Věk barbarů. České země a stěhování národů z pohledu archeologie. Praha. (závěrečné kapitoly knihy shrnují problematiku odchodu germánského obyvatelstva a soužití nově příchozích Slovanů se zbytky Germánů)
- Lutovský, Michal 2001: Encyklopedie slovanské archeologie v Čechách, na Moravě a ve Slezsku. Praha.
- Lutovský, Michal 2005: Praha slovanská. In: (ed. Lutovský Micahl – Lubor Smejtek) Pravěká Praha. Praha.
- Lutovský, Michal – Profantová, Naďa 1995: Sámova říše. Praha.
- MĚŘÍNSKÝ, Zdeněk. České země od příchodu Slovanů po Velkou Moravu I. Praha: Libri, 2002. 564 s. ISBN 80-7277-104-3.
- MĚŘÍNSKÝ, Zdeněk. České země od příchodu Slovanů po Velkou Moravu II. Praha: Libri, 2006. 967 s. ISBN 80-7277-105-1.
- TŘEŠTÍK, Dušan. Mýty kmene Čechů (7.-10. století). Tři studie ke "Starým pověstem českým". Praha: Nakladatelství Lidové noviny, 2003. 292 s. ISBN 80-7106-646-X.
- TŘEŠTÍK, Dušan. Počátky Přemyslovců : vstup Čechů do dějin (530–935). Praha: Nakladatelství Lidové noviny, 1997. 658 s. ISBN 80-7106-138-7.

### Jednotlivé lokality
- Dostál, Bořivoj 1985: Břeclav-Pohansko III. Časně slovanské osídlení. Brno.
- Pleinerová, Ivana 1975: Březno. Vesnice prvních Slovanů v severozápadních Čechách. Praha.
- Pleinerová, Ivana 2000: Die altslawischen Dörfer von Březno bei Louny. Praha/Louny.
- Kuna, Martin – Profantová, Naďa 2006: Počátky raného středověku v Čechách. Archeologický výzkum sídelní aglomerace kultury pražského typu v Roztokách u Prahy. Praha.